# Županjevac
Županjevac (en serbe cyrillique : Жупањевац) est un village de Serbie situé dans la municipalité de Rekovac, district de Pomoravlje. Au recensement de 2011, il comptait 412 habitants.
Županjevac est situé sur les bords de la Županjevačka reka, un des bras qui forment le Lugomir, un affluent de la Velika Morava.

## Démographie
| 1948 | 1953 | 1961 | 1971 | 1981 | 1991 | 2002 | 2011 |
| ---- | ---- | ---- | ---- | ---- | ---- | ---- | ---- |
| 883  | 869  | 823  | 697  | 630  | 554  | 464  | 412  |

|  |